# Коваленко, Пётр Фёдорович
Пётр Фёдорович Коваленко — советский хозяйственный, государственный и политический деятель, Герой Социалистического Труда.

## Биография
Родился в 1932 году в селе Новотроицкое Украинской ССР. Член КПСС.
С 1944 года — на хозяйственной, общественной и политической работе. В 1944—1992 гг. — помощник тракториста (прицепщик) в колхозе «Россия» Новотроицкого района, механизатор широкого профиля колхоза «Россия» Новотроицкого района Херсонской области, Украинская ССР.
Указом Президиума Верховного Совета СССР от 8 декабря 1973 года за большие успехи, достигнутые во Всесоюзном социалистическом соревновании, и проявленную трудовую доблесть в выполнении принятых обязательств по увеличению производства и продажи государству зерна, сахарной свёклы, масличных культур и других продуктов земледелия присвоено звание Героя Социалистического Труда с вручением ордена Ленина и золотой медали «Серп и Молот».
Делегат XXV съезда КПСС.
Умер в селе Нины Советского района Ставропольского края в 1999 году.